# Avanti Popolo
Avanti Popolo é um filme de drama israelita de 1986 dirigido e escrito por Rafi Bukai. Foi selecionado como representante de Israel à edição do Oscar 1987, organizada pela Academia de Artes e Ciências Cinematográficas.

## Elenco
- Salim Dau - Haled el Asmar
- Suhel Haddad - Gassan Hamada
- Tuvia Gelber - David Pozner
- Danny Segev - Yacaov Hirsh
- Dani Roth - Dani Sela